# Лінас-дал-Бальєс
Ліна́с-дал-Бальє́с (кат. Llinars del Vallès) - муніципалітет, розташований в Автономній області Каталонія, в Іспанії. Код муніципалітету за номенклатурою Інституту статистики Каталонії - 81069. Знаходиться у районі (кумарці) Бальєс-Уріантал (коди району - 41 та VR) провінції Барселона, згідно з новою адміністративною реформою перебуватиме у складі Баґарії (округи) Барселона. 

## Населення
Населення міста (у 2007 р.) становить 8.581 особа (з них менше 14 років - 16,3%, від 15 до 64 - 69,8%, понад 65 років - 13,9%). У 2006 р. народжуваність склала 92 особи, смертність - 57 осіб, зареєстровано 40 шлюбів. У 2001 р. активне населення становило 3.731 особа, з них безробітних - 339 осіб.

Серед осіб, які проживали на території міста у 2001 р., 5.019 народилися в Каталонії (з них 2.887 осіб у тому самому районі, або кумарці), 1.889 осіб приїхало з інших областей Іспанії, а 330 осіб приїхало з-за кордону. 

Університетську освіту має 11,5% усього населення. 

У 2001 р. нараховувалося 2.480 домогосподарств (з них 16,3% складалися з однієї особи, 25,6% з двох осіб,24,1% з 3 осіб, 23,2% з 4 осіб, 7,5% з 5 осіб, 2,1% з 6 осіб, 0,8% з 7 осіб, 0,3% з 8 осіб і 0% з 9 і більше осіб).

Активне населення міста у 2001 р. працювало у таких сферах діяльності : у сільському господарстві - 1,8%, у промисловості - 33%, на будівництві - 14,4% і у сфері обслуговування - 50,9%. 

 У муніципалітеті або у власному районі (кумарці) працює 3.115 осіб, поза районом - 1.828 осіб.

### Доходи населення
У 2002 р. доходи населення розподілялися таким чином :
| \| Доходи населення за статтями доходів \| Доходи населення за статтями доходів \| Доходи населення за статтями доходів \| \| Рік \| 2002 р. \| 2001 р. \| \| ------------------------------------ \| ------------------------------------ \| ------------------------------------ \| \| Заробітна платня \| 60,7% \| 60,9% \| \| Доходи від ведення бізнесу \| 26,1% \| 26,3% \| \| Соціальна допомога \| 13,2% \| 12,8% \| |         |         |
| Доходи населення за статтями доходів |         |         |
| Рік | 2002 р. | 2001 р. |
| Заробітна платня | 60,7%   | 60,9%   |
| Доходи від ведення бізнесу | 26,1%   | 26,3%   |
| Соціальна допомога | 13,2%   | 12,8%   |

### Безробіття
У 2007 р. нараховувалося 314 безробітних (у 2006 р. - 304 безробітних), з них чоловіки становили 36,9%, а жінки - 63,1%.

## Економіка
У 1996 р. валовий внутрішній продукт розподілявся по сферах діяльності таким чином :
| \| Валовий внутрішній продукт \| Валовий внутрішній продукт \| Валовий внутрішній продукт \| \| Рік \| 1996 р. \| 1991 р. \| \| -------------------------- \| -------------------------- \| -------------------------- \| \| Сільське господарство \| 2,3% \| 3,4% \| \| Промисловість \| 40,7% \| 47,5% \| \| Будівництво \| 12,5% \| 12,5% \| \| Послуги \| 44,5% \| 36,7% \| |         |         |
| Валовий внутрішній продукт |         |         |
| Рік | 1996 р. | 1991 р. |
| Сільське господарство | 2,3%    | 3,4%    |
| Промисловість | 40,7%   | 47,5%   |
| Будівництво | 12,5%   | 12,5%   |
| Послуги | 44,5%   | 36,7%   |

### Підприємства міста

#### Промислові підприємства
| \| Промислові підприємства міста, за сферою діяльності \| Промислові підприємства міста, за сферою діяльності \| Промислові підприємства міста, за сферою діяльності \| \| Рік \| 2002 р. \| 2001 р. \| \| --------------------------------------------------- \| --------------------------------------------------- \| --------------------------------------------------- \| \| Енергетичні та водні ресурси \| 3,1% \| 4,7% \| \| Хімія та метали \| 9,4% \| 10,9% \| \| Переробка металів \| 25% \| 29,7% \| \| Продукти харчування \| 1,6% \| 1,6% \| \| Текстиль \| 14,1% \| 10,9% \| \| Виробництво меблів, видання \| 23,4% \| 20,3% \| \| Інше \| 23,4% \| 21,9% \| \| Усього підприємств \| 64 \| 64 \| |         |         |
| Промислові підприємства міста, за сферою діяльності |         |         |
| Рік | 2002 р. | 2001 р. |
| Енергетичні та водні ресурси | 3,1%    | 4,7%    |
| Хімія та метали | 9,4%    | 10,9%   |
| Переробка металів | 25%     | 29,7%   |
| Продукти харчування | 1,6%    | 1,6%    |
| Текстиль | 14,1%   | 10,9%   |
| Виробництво меблів, видання | 23,4%   | 20,3%   |
| Інше | 23,4%   | 21,9%   |
| Усього підприємств | 64      | 64      |

#### Роздрібна торгівля
| \| Підприємства роздрібної торгівлі міста, за сферою діяльності \| Підприємства роздрібної торгівлі міста, за сферою діяльності \| Підприємства роздрібної торгівлі міста, за сферою діяльності \| \| Рік \| 2002 р. \| 2001 р. \| \| ------------------------------------------------------------ \| ------------------------------------------------------------ \| ------------------------------------------------------------ \| \| Продукти харчування \| 36,1% \| 35,1% \| \| Одяг та взуття \| 14,8% \| 12,6% \| \| Товари для дому \| 10,7% \| 14,4% \| \| Книги та періодичні видання \| 4,1% \| 5,4% \| \| Промислова хімічна продукція \| 5,7% \| 5,4% \| \| Продукція, пов'язана з транспортними засобами \| 3,3% \| 2,7% \| \| Інше \| 25,4% \| 24,3% \| \| Усього підприємств \| 122 \| 111 \| |         |         |
| Підприємства роздрібної торгівлі міста, за сферою діяльності |         |         |
| Рік | 2002 р. | 2001 р. |
| Продукти харчування | 36,1%   | 35,1%   |
| Одяг та взуття | 14,8%   | 12,6%   |
| Товари для дому | 10,7%   | 14,4%   |
| Книги та періодичні видання | 4,1%    | 5,4%    |
| Промислова хімічна продукція | 5,7%    | 5,4%    |
| Продукція, пов'язана з транспортними засобами | 3,3%    | 2,7%    |
| Інше | 25,4%   | 24,3%   |
| Усього підприємств | 122     | 111     |

#### Сфера послуг
| \| Підприємства міста, що працюють у сфері послуг, за діяльністю \| Підприємства міста, що працюють у сфері послуг, за діяльністю \| Підприємства міста, що працюють у сфері послуг, за діяльністю \| \| Рік \| 2002 р. \| 2001 р. \| \| ------------------------------------------------------------- \| ------------------------------------------------------------- \| ------------------------------------------------------------- \| \| Гуртова торгівля \| 13,1% \| 12,9% \| \| Готелі та готельний бізнес \| 18% \| 18,1% \| \| Транспорт та зв'язок \| 21,3% \| 21,7% \| \| Посередницькі фінансові послуги \| 3,7% \| 3,6% \| \| Послуги підприємствам \| 3,7% \| 4,8% \| \| Послуги фізичним особам \| 28,1% \| 26,5% \| \| Нерухомість та ін. \| 12% \| 12,4% \| \| Усього підприємств \| 267 \| 249 \| |         |         |
| Підприємства міста, що працюють у сфері послуг, за діяльністю |         |         |
| Рік | 2002 р. | 2001 р. |
| Гуртова торгівля | 13,1%   | 12,9%   |
| Готелі та готельний бізнес | 18%     | 18,1%   |
| Транспорт та зв'язок | 21,3%   | 21,7%   |
| Посередницькі фінансові послуги | 3,7%    | 3,6%    |
| Послуги підприємствам | 3,7%    | 4,8%    |
| Послуги фізичним особам | 28,1%   | 26,5%   |
| Нерухомість та ін. | 12%     | 12,4%   |
| Усього підприємств | 267     | 249     |

## Житловий фонд
У 2001 р. 4,5% усіх родин (домогосподарств) мали житло метражем до 59 м2, 35,4% - від 60 до 89 м2, 33,1% - від 90 до 119 м2 і
27% - понад 120 м2.

З усіх будівель у 2001 р. 68% було одноповерховими, 22,2% - двоповерховими, 7,5
% - триповерховими, 1,5% - чотириповерховими, 0,8% - п'ятиповерховими, 0% - шестиповерховими,
0% - семиповерховими, 0% - з вісьмома та більше поверхами.

## Автопарк
| \| Автомобілі, зареєстровані у місті, за призначенням \| Автомобілі, зареєстровані у місті, за призначенням \| Автомобілі, зареєстровані у місті, за призначенням \| \| Рік \| 2006 р. \| 2005 р. \| \| -------------------------------------------------- \| -------------------------------------------------- \| -------------------------------------------------- \| \| Приватні автомобілі \| 67,9% \| 68,2% \| \| Мотоцикли \| 10% \| 9,2% \| \| Вантажівки \| 18,4% \| 18,6% \| \| Трактори \| 0,5% \| 0,7% \| \| Автобуси та ін. \| 3,3% \| 3,4% \| \| Усього автомобілів \| 5.982 шт. \| 5.706 шт. \| |           |           |
| Автомобілі, зареєстровані у місті, за призначенням |           |           |
| Рік | 2006 р.   | 2005 р.   |
| Приватні автомобілі | 67,9%     | 68,2%     |
| Мотоцикли | 10%       | 9,2%      |
| Вантажівки | 18,4%     | 18,6%     |
| Трактори | 0,5%      | 0,7%      |
| Автобуси та ін. | 3,3%      | 3,4%      |
| Усього автомобілів | 5.982 шт. | 5.706 шт. |

## Вживання каталанської мови
У 2001 р. каталанську мову у місті розуміли 95,8% усього населення (у 1996 р. - 96,4%), вміли говорити нею 77,4% (у 1996 р. - 
80,8%), вміли читати 76,9% (у 1996 р. - 75,4%), вміли писати 51,3
% (у 1996 р. - 51,7%). Не розуміли каталанської мови 4,2%.

## Політичні уподобання
У виборах до Парламенту Каталонії у 2006 р. взяло участь 3.608 осіб (у 2003 р. - 3.592 особи). Голоси за політичні сили розподілилися таким чином:
| \| Вибори до Парламенту Каталонії \| Вибори до Парламенту Каталонії \| Вибори до Парламенту Каталонії \| \| Рік \| 2006 р. \| 2003 р. \| \| -------------------------------------- \| ------------------------------ \| ------------------------------ \| \| Конвергенція та Єднання (CiU) \| 32,2% \| 33,6% \| \| Соціалістична партія Каталонії (PSC) \| 25,3% \| 27,4% \| \| Народна партія (PP) \| 11% \| 10,9% \| \| Ініціатива за зелену Каталонію (IC) \| 9,3% \| 5,8% \| \| Республіканська лівиця Каталонії (ERC) \| 17% \| 20,9% \| \| Громадянська партія (C's) \| 2,5% \| 0% \| \| Інші \| 2,6% \| 1,4% \| |         |         |
| Вибори до Парламенту Каталонії |         |         |
| Рік | 2006 р. | 2003 р. |
| Конвергенція та Єднання (CiU) | 32,2%   | 33,6%   |
| Соціалістична партія Каталонії (PSC) | 25,3%   | 27,4%   |
| Народна партія (PP) | 11%     | 10,9%   |
| Ініціатива за зелену Каталонію (IC) | 9,3%    | 5,8%    |
| Республіканська лівиця Каталонії (ERC) | 17%     | 20,9%   |
| Громадянська партія (C's) | 2,5%    | 0%      |
| Інші | 2,6%    | 1,4%    |

У муніципальних виборах у 2007 р. взяло участь 3.618 осіб (у 2003 р. - 3.341 особа). Голоси за політичні сили розподілилися таким чином:
| \| Муніципальні вибори \| Муніципальні вибори \| Муніципальні вибори \| \| Рік \| 2007 р. \| 2003 р. \| \| -------------------------------------- \| ------------------- \| ------------------- \| \| Конвергенція та Єднання (CiU) \| 10,4% \| 14,8% \| \| Соціалістична партія Каталонії (PSC) \| 16,3% \| 19,8% \| \| Народна партія (PP) \| 5,8% \| 4,7% \| \| Ініціатива за зелену Каталонію (IC) \| 3,9% \| 6,7% \| \| Республіканська лівиця Каталонії (ERC) \| 43,4% \| 23,2% \| \| Громадянська партія (C's) \| 0% \| 0% \| \| Інші \| 20,2% \| 30,8% \| |         |         |
| Муніципальні вибори |         |         |
| Рік | 2007 р. | 2003 р. |
| Конвергенція та Єднання (CiU) | 10,4%   | 14,8%   |
| Соціалістична партія Каталонії (PSC) | 16,3%   | 19,8%   |
| Народна партія (PP) | 5,8%    | 4,7%    |
| Ініціатива за зелену Каталонію (IC) | 3,9%    | 6,7%    |
| Республіканська лівиця Каталонії (ERC) | 43,4%   | 23,2%   |
| Громадянська партія (C's) | 0%      | 0%      |
| Інші | 20,2%   | 30,8%   |